# Rapstar (singolo)
Rapstar è un singolo del rapper statunitense Polo G, pubblicato il 9 aprile 2021 come terzo estratto dal terzo album in studio Hall of Fame.

## Descrizione
Rapstar è stato descritto dalla critica specializzata come un brano trap, la cui base è costituita in larga parte da un loop d'archi e da un riff di ukulele suonato dal produttore Einer Bankz.

## Video musicale
Il video musicale, diretto da Arrad, vede la partecipazione dei rapper DDG, Trench Baby e Scorey ed è stato reso disponibile su YouTube in contemporanea con l'uscita del singolo.

## Tracce
Testi e musiche di Taurus Bartlett, Einer Bankz e Alexander Wu.
1. Rapstar – 2:45

## Formazione
- Polo G – voce
- Einer Bankz – produzione
- Synco – produzione
- Eric Lagg – mastering
- Todd Hurtt – missaggio, registrazione

## Successo commerciale
Nella Billboard Hot 100 il brano ha debuttato al vertice della classifica, regalando al rapper la sua prima numero uno in madrepatria. Ha ottenuto questo risultato grazie a 53,6 milioni di stream, 5 300 download digitali e 844 000 ascolti via radio. Ha trascorso una seconda settimana al primo posto, incrementando del 254% l'audience radiofonica e decrementando invece sia le riproduzioni in streaming che le vendite, rispettivamente del 25 e del 55%.
Nella Official Singles Chart britannica il singolo ha esordito al 3º posto con 44 169 unità di vendita, divenendo la seconda top ten di Polo G. Durante la sua seconda settimana è sceso di una posizione, diminuendo le proprie unità a 36 457.

## Classifiche

### Classifiche settimanali
| Classifica (2021) | Posizione massima |
| ----------------- | ----------------- |
| Australia         | 4                 |
| Austria           | 14                |
| Belgio (Fiandre)  | 50                |
| Canada            | 1                 |
| Danimarca         | 3                 |
| Finlandia         | 11                |
| Germania          | 29                |
| Grecia            | 4                 |
| Irlanda           | 2                 |
| Islanda           | 13                |
| Lituania          | 13                |
| Norvegia          | 4                 |
| Nuova Zelanda     | 2                 |
| Paesi Bassi       | 23                |
| Portogallo        | 18                |
| Regno Unito       | 3                 |
| Repubblica Ceca   | 56                |
| Slovacchia        | 30                |
| Stati Uniti       | 1                 |
| Svezia            | 5                 |
| Svizzera          | 14                |
| Ungheria          | 15                |

### Classifiche di fine anno
| Classifica (2021) | Posizione |
| ----------------- | --------- |
| Australia         | 41        |
| Canada            | 29        |
| Danimarca         | 73        |
| Irlanda           | 44        |
| Islanda           | 36        |
| Portogallo        | 104       |
| Regno Unito       | 52        |
| Stati Uniti       | 30        |
| Svezia            | 82        |
| Svizzera          | 89        |
| Ungheria          | 96        |

## Date di pubblicazione
| Paese                 | Data           | Formato                      | Nota   |
| --------------------- | -------------- | ---------------------------- | ------ |
| Mondo                 | 9 aprile 2021  | Download digitale, streaming | [ 41 ] |
| Regno Unito           | 16 aprile 2021 | Contemporary hit radio       | [ 42 ] |
| Regno Unito           | 16 aprile 2021 | Urban contemporary           | [ 43 ] |
| Stati Uniti d'America | 20 aprile 2021 | Rhythmic contemporary        | [ 44 ] |
| Stati Uniti d'America | 20 aprile 2021 | Urban contemporary           | [ 45 ] |